# 關一
關 一（せき はじめ、新字体：関一、1873年〈明治6年〉9月26日 - 1935年〈昭和10年〉1月26日）は、日本の学者及び政治家。母校である東京高等商業学校（現一橋大学）の教授から大阪市役所幹部に転身し、20年にわたって大阪市助役・第7代大阪市長を務めて「大大阪時代」を実現。「大阪の父」と呼ばれた。大阪市長在職中に死去。
第17代大阪市長の關淳一は孫。

## 生涯

### 生まれ・学業
静岡県伊豆で關近義の長男として生まれる。近義は、明治維新の結果としての徳川将軍家（徳川宗家）駿府移封に従って静岡県に移った旧幕臣・沼津兵学校第4期資業生（のちに小学校教員）。母よしは共立女子職業学校（現・共立女子大学）教員。1890年、高等商業学校（1902年に東京高等商業学校に改称、現・一橋大学）本科入学。在学中に矢野二郎校長の排斥運動首謀者として退学処分を受けたが、のちに復学した。1893年に同校を卒業し大蔵省入省。監督局銀行課に配属。

### 教育者・研究者
大蔵省を1年で辞職し、1894年、1年後輩の福田徳三とともに神戸商業学校（現・兵庫県立神戸商業高等学校）教諭に転じる。1896年、23歳で新潟市立商業学校（現・新潟県立新潟商業高等学校）の校長に就任。1897年、母校である高等商業学校の教授となり、社会政策論及びその延長として都市計画論を講じた。
1898年からベルギーに留学し、アントウェルペンの鉄道学校などで学ぶ。1900年からドイツに留学し、アドルフ・ワーグナーやグスタフ・フォン・シュモラーの講義を受講するなどしたのを機に、本格的に経済学者から社会政策学者に転向した。1900年1月から2月まで、ベルリンで留学中の福田徳三と再会し、親密に交流する。その後同じく母校から留学に送り出されてきた津村秀松、神田乃武、志田鉀太郎らと交流し、ともに「商業大学の必要」を建議。高等商業学校の大学昇格運動を開始した。1901年11月に帰国。
同僚の下野直太郎、星野太郎、佐野善作、村瀬春雄、坂本陶一、石川文吾、瀧本美夫、横井時冬らとともに明治大学商学部設立にも尽力し、1904年に明大商学部が設立されると同大学講師に就任し、鉄道・経済政策を講じた。
1909年文部省による東京高商専攻部（旧制大学に該当する課程）廃止計画への抗議として学生たちが総退学した申酉事件に連なり、抗議の依願退官をし、嘱託講師になる。1910年法学博士。1911年、同じく抗議の依願退官をしていた嘱託講師の佐野善作とともに東京高商教授に復職する。

### 大阪市助役・市長
しかし、その後東京帝国大学による東京高商吸収合併計画が発覚し、大学教授の世界に嫌気がさした關は、1914年に戸田海市（京都帝国大学教授）及び小山健三（三十四銀行第2代頭取）の紹介・斡旋で池上四郎市長の補佐として大阪市助役に招かれる。この關の助役就任に関しては、「栄誉ある東京高等商業学校教授を辞し、格下の大阪市助役に就任するのはどういうことか」と引き留められ、東京高商創設者で実業界の大立者である渋沢栄一からも教授職にとどまるよう説得を受けたものの、關の意志は変わらなかった。
1923年に第7代大阪市長となる。市長としての關は、社会政策学や都市計画学の知見を活かし、前任の池上市政時代より計画されていた、受益者負担金制度による御堂筋の拡幅の他、大阪都市協会設置、第二次市域拡張、市営公園や公営住宅の整備、大阪市営バス（現・大阪シティバス）事業の開始、大阪港の建設、地下鉄の建設（現・Osaka Metro御堂筋線）、大阪市高速度交通機関計画（大阪市営地下鉄網建設計画）策定、淀屋橋や大阪駅前の区画整理事業、大阪城公園の整備及び大阪城天守閣の再建、大阪市民病院の開設、日本初の市立大学大阪商科大学（後に大阪市立大学、現大阪公立大学）の開設、大阪市中央卸売市場の開設など、様々な都市政策を実行した。
關の政策に対しては、住民からの反対も多かった。しかし、これらの実現によって人口が東京市をも上回った。それどころか、世界各国の都市でも6番目の人口を擁することとなった大大阪時代は關市政時代に全盛期を迎えることとなり、「これやこの 都市計画の権威者は 知るも知らぬも大阪の關」と詠まれたり、内務大臣後藤新平から「都市計画の範を大阪に求める」と評されるなどした。
政治活動に並行し学問研究活動にも邁進し、「シティプランニング」という外来語に対して「都市計画」という訳をあて、最初にその用語を使ったとも言われる。また、いわゆる大阪アルカリ事件においては、科学的調査に基づいて、あえて行政側の責任を認めた。この事件は裁判となり、加害企業側が敗訴している。さらに、裁判に並行して積極的に被害者の救済策に乗り出すなど、環境政策の先駆者としての一面も持つ。
1934年7月3日から貴族院議員（研究会所属）。その後、室戸台風による災害復旧を陣頭指揮する最中の1935年1月26日、大阪市天王寺区の自宅でチフスのため死去。享年61。翌2月1日、天王寺公園運動場で大阪市初の市葬が営まれた。墓所は大阪市設南霊園。

### 顕彰
既に実現していた大大阪時代をさらに発展させるなどの実績を残したことで、大阪市政への功績を称えられ、中之島に關の銅像が建立され、太平洋戦争（大東亜戦争）中の金属供出や戦災を逃れ、大阪市立東洋陶磁美術館の前に現存している（2012年現在）。
なお、孫の關淳一も大阪市助役を経て、2003年12月19日から2007年12月18日まで第17代大阪市長を務めた。ただし關一の死後半年経ってから生まれたため、面識はない。東京高商教授時代の教え子には、朝日放送社長や関西経済連合会会長を務めた経済学者の飯島幡司、小樽高商教授在任中に早世した経済学者の大西猪之介、大阪商大教授在任中に早世した経済学者の松崎寿などがいる。

## 人物
高給取りであったが市長としての交際費は全て自腹を切り、自宅では質素な生活を続けていた。遺産は1万円足らずであった。東京高商で同僚だった佐野善作からは「特徴のない特徴」「地味」などと評される。
家族は妻と三男、四女。1918年に長女に先立たれ、1928年には長男も結核で死去。1932年に妻が病没した際は落ち込み、2ヶ月間職務を休んだ。その3年後の1935年1月14日には自身も腸チフスで倒れ同月26日、市長在任中に急逝した。
交友関係では、高商後輩の経営学者上田貞次郎などと親しかった。

## 栄典
- 1930年（昭和5年）12月5日 - 帝都復興記念章[18]

## 著書
- 『商業経済大意』同文館、1898年
- 『商業経済政策』大倉書店、1903年
- 『商業経済綱領』同文館、1904年
- 『鉄道講義要領』同文館、1905年
- 『商業簿記例題』鹿野清次郎共著、同文館、1906年
- 『商工政策綱領』同文館、1909年
- 『労働者保護法論』隆文館（最近経済問題第5巻）1910年
- 『工業政策 上下巻』寶文館、1911、1913年
- 『住宅問題と都市計画』弘文堂書房、1923年
- 『都市政策の理論と実際』三省堂、1936年

### 解説
- 『コルソン氏交通政策』同文館（世界経済叢書第1冊）1903年

### 翻訳
- アドルフ・ワグナー、ルヨ・ブレンタノ『最近商政経済論』福田徳三共訳、大倉書店、1902年

## 関連文献
- 藤井秀登『交通論の祖型－関一研究』（八朔社、2000年）
- ジェフリー・E・ヘインズ著・宮本憲一監訳『主体としての都市-関一と近代大阪の再構築』（勁草書房、2007年）